# Bougainvillia alderi
Bougainvillia alderi är en nässeldjursart som först beskrevs av Walter Hendricks Hodge 1863.  Bougainvillia alderi ingår i släktet Bougainvillia och familjen Bougainvilliidae. Inga underarter finns listade i Catalogue of Life.